# Hypnoidus topali
Hypnoidus topali là một loài bọ cánh cứng trong họ Elateridae. Loài này được Dolin & Cate miêu tả khoa học năm 2001.